# 中国左翼教育工作者联盟
中国左翼教育工作者联盟，简称“教联”，又称新兴教育社，是中国共产党领导下1932年4月在上海成立的教育工作者团体。

## 历史
总务刘季平。下设小组。成立时有成员100余人。接受中共中央文化工作委员会（“文委”）与中国左翼文化界总同盟（文总）的领导。刘季平被捕入狱后，教联的负责人是徐明清。1935年徐明清被捕后，教联负责人是王洞若。教联的工作任务是：
- 在教育界团结教育工作者，宣传革命思想，发展革命力量
- 组织大中小学教职员成立教育研究小组研究革命教育，批判旧的教育制度；
- 出版《教育新闻》
- 与陶行知合作创办“晨更工学团”
- 办工人夜校、识字班、读书会、演讲会、歌咏队、话剧团、识字书车（即活动借书车）等开展民众宣传教育以发动组织民众。
- 1934年国民党当局发起“新生活运动”后，教联在文化教育界批判尊孔读经、复兴文言逆流。

1936年初，为了适应抗日救亡运动的新形势，“教联”停止活动。